# Roger Turner
Roger Felix Turner, född 3 mars 1901 i Milton i Massachusetts, död 29 oktober 1993 i Walpole i Massachusetts, var en amerikansk vinteridrottare som var aktiv inom konståkning under 1920-talet och 30-talet. Han medverkade vid två olympiska spel, i Saint Moritz 1928 och Lake Placid 1932.